# Wet Woman in the Wind
Wet Woman in the Wind ist eine japanische Erotik-Komödie, in der eine junge Frau einen Mann verführen will. Als er sie zurückweist, stachelt sie dies in ihren Bestrebungen nur an. Zwischen den beiden entwickelt sich ein eskalierendes erotisches Katz-und-Maus-Spiel. Die Hauptrollen spielten Yuki Mamiya und Tasuku Nagaoka.

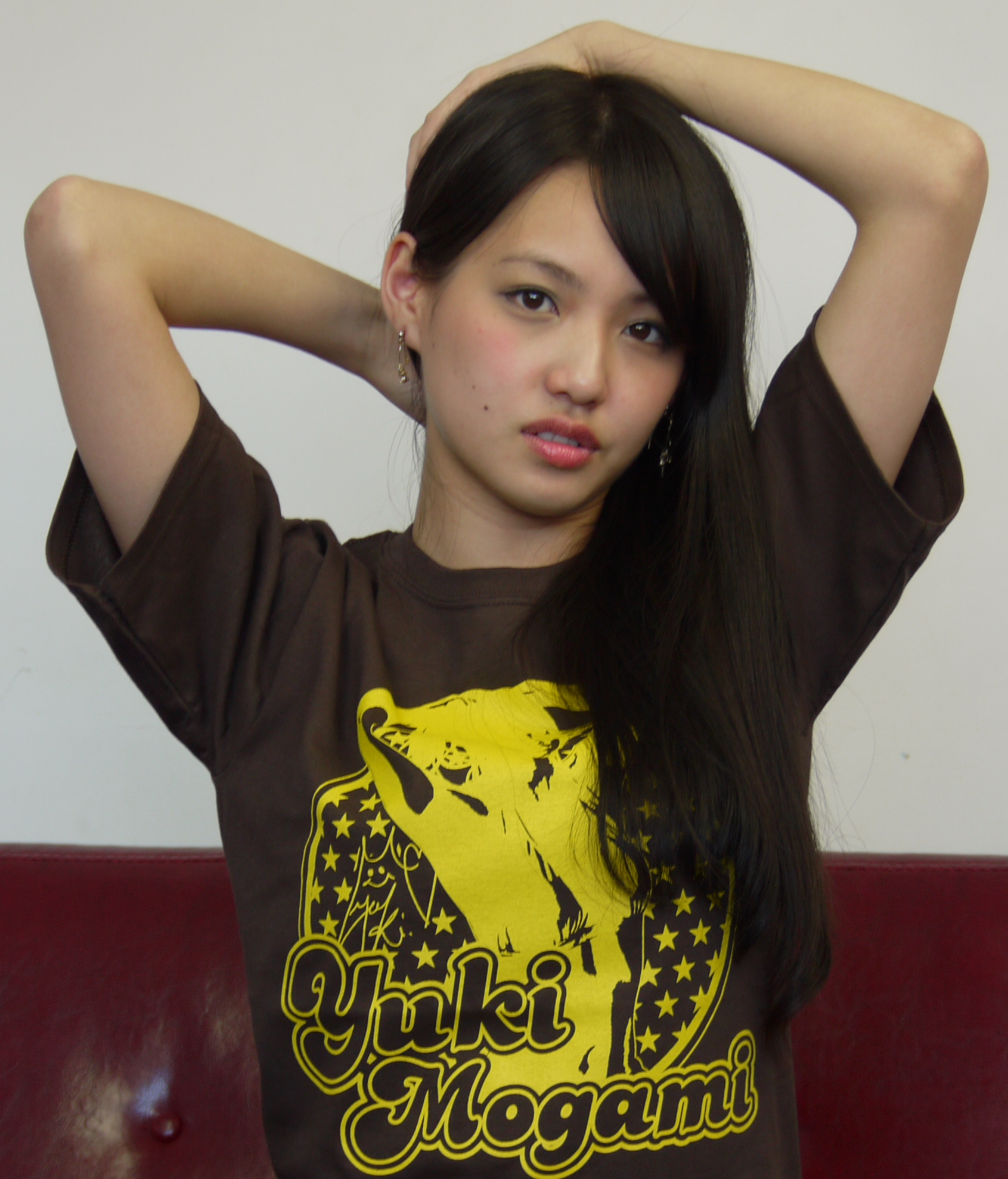
Hauptdarstellerin Yuki Mamiya

## Handlung
Der junge Dramatiker Kosuke Takasuke hat sich aus dem Großstadtleben von Tokio aufs Land zurückgezogen. Als er eines Tages am Meer sitzt, fährt neben ihm eine junge Frau in rasendem Tempo mit dem Fahrrad ins Wasser hinein. Ohne das Fahrrad herauszuziehen, watet sie wieder heraus und entblößt vor ihm ihre Brüste, indem sie ihr nasses T-Shirt auszieht. Unverfroren fragte sie: „Wohnst du hier in der Nähe? Kann ich heute bei dir übernachten?“ Kosuke verlässt den Schauplatz, doch das Mädchen folgt. Als sie ihm „gegen Bezahlung“ anbietet, fragt er, was sie für die Unterkunft zahlt, worauf das Mädchen lachend erwidert, er werde sie bezahlen – und sie erkenne, wann ein Mann schon lange keinen Sex mehr hatte. Vergeblich versucht Kosuke das Mädchen abzuschütteln, sodass sie ihm bis zu seiner Hütte folgt. Kosuke schickt sie weg mit den Worten, er habe die Frauen aufgegeben, woraufhin das Mädchen nach seinem erigierten Geschlechtsteil fragt. Die Tatsache, dass er sie zurückweist, will sie nicht akzeptieren. Zwar gelingt es Kosuke das Mädchen letztlich abzuschütteln, sodass sie seine Hütte verlässt, doch warnt sie ihn, er werde ihr nicht entkommen.
Später trifft Kosuke das Mädchen namens Shiori wieder, sie arbeitet als Kellnerin in einem Café. Am Abend verführt sie verbal ihren Chef, der über sie herfällt, wobei Shiroi erklärt, sie wolle dies nicht, zudem trage sie die Kleider seiner Frau. Am nächsten Tag findet Kasuke Shiroi in seiner Hütte vor, wo sie mit einem Surfer Sex hat. Es folgen am nächsten Tag weitere Kosuke provozierende Versuchungsversuche, bis er schließlich nicht mehr an sich halten kann und über Shiori herfällt, die ihm eine Glasflasche ins Gesicht schlägt und erwidert: „Du kannst mich noch nicht haben.“
Unerwartet bekommt Kosuke Besuch von Koyko, einer Theaterregisseurin, die nicht nur seine Kollegin, sondern auch seine Exfrau ist. Bei sich hat sie vier Schauspieler und ihre Assistentin. Als sie gemeinsam für eines von Kosukes Stücken proben, erscheint plötzlich Shiori und zieht sich vor aller Augen um. Als Kyoko nach ihr fragt, erwidert dieser nur, sie sei ein streunender Hund, woraufhin Shiori so tut als wäre sie genau das. Kyoko ist angetan von Shioris Schauspiel, während diese Kyoko und die Schauspieler für ihre Darstellung kritisiert. Nun spielt sie eine Hündin, die in eine Frau verwandelt wurde und fällt über Kyoko wie ein Hund beim Geschlechtsverkehr her, ehe sie schließlich ablässt.
In der Nacht versucht die Kyoko Kosuke zu verführen. Selbst als sie mit ihm Sex hat, bleibt er völlig teilnahmslos. Plötzlich betritt Shiori nackt die Hütte und sie beginnt ihrerseits mit Kyoko Sex zu haben, während diese auf Kosuke sitzt. Kosuke versucht an Shiori heranzukommen, doch sie stößt ihn zurück und widmet sich nur Kyoko, woraufhin Kosuke die Hütte verlässt. Draußen trifft er auf Kyokos Assistentin und hat mit ihr Rache-Sex. Als Shiori dies sieht, hat sie ihrerseits nebenan im Minivan Rache-Sex mit den vier Schauspielern.
Als das Theaterensemble am nächsten Tag abreist, geben sich Shiori und Kosuke endlich leidenschaftlichem Sex hin, der so hart ausfällt, dass Kosukes selbstgebaute, instabile Hütte zusammenbricht. Selbst das kann ihren Koitus nicht unterbrechen. Am nächsten Morgen ist Shiori verschwunden, hat jedoch auf einem Stuhl eingeritzt für Kosuke eine Botschaft hinterlassen. „Wer ist der Hund?“

## Kritiken
„Wet Woman in the Wind ist ein betörender Film über Versuchung, Verführung und die Idee der Anmaßung, besonders im künstlerischen Bereich. Abgesehen von den prickelnden Sexszenen ist Akihiko Shiotas Werk eine großartige Mischung aus Komödie und sogar Romantik, ein weiterer großartiger Beitrag zum Roman Porno Reboot Project.“

„[…] ein 80-minütiges Katz-und-Maus-Spiel, ein erotischer Krieg beider Parteien bis zum finalen Höhepunkt in all seinen Inkarnationen.“

## Veröffentlichung
In Deutschland wurde der Film synchronisiert von der Busch Media Group herausgegeben.

## Auszeichnungen
2016 wurde der Film beim Locarno Film Festival als Bester Film nominiert. Hauptdarstellerin Yuki Mamiya wurde mit dem Japanese Professional Movie Award (日本映画プロフェッショナル大賞) als beste Nachwuchsdarstellerin ausgezeichnet.